# Open Sesame
Pour l’article homonyme, voir Open Sesame (manga).
Albums de Whodini
Back in Black
(1986) Greatest Hits
(1990)
Singles
1. Rock You Again (Again and Again)
Sortie : 1987
2. Be Yourself
Sortie : 1987
3. You Brought it on Yourself
Sortie : 1988

Open Sesame est le quatrième album studio de Whodini, sorti le 20 mai 1987.
Il s'est classé 8e au Top R&B/Hip-Hop Albums et 30e au Billboard 200 et a été certifié disque d'or par la Recording Industry Association of America (RIAA) le 20 janvier 1988.

## Liste des titres
Tous les titres sont produits par Larry Smith, à l'exception de Be Yourself et I'm Def (Jump Back and Kiss Myself), coproduits par Sinister et Whodini.
| No  | Titre                                  | Contient un (des) sample(s) de | Durée |
| --- | -------------------------------------- | --- | ----- |
| 1.  | Rock You Again (Again and Again)       | Long Red de Mountain | 5:29  |
| 2.  | Be Yourself (featuring Millie Jackson) | Impeach the President des Honey Drippers Get Up, Get Into It, Get Involved de James Brown The Payback de James Brown Say What? de Trouble Funk | 3:25  |
| 3.  | Cash Money                             | | 5:08  |
| 4.  | Hooked on You                          | | 5:34  |
| 5.  | Early Mother's Day Card                | | 4:00  |
| 6.  | Now That Whodini's inside the Joint    | | 5:09  |
| 7.  | Life is Like a Dance                   | Dance to the Drummer's Beat d'Herman Kelly & Life                                                                                              | 4:01  |
| 8.  | You Brought it on Yourself             | | 3:57  |
| 9.  | I'm Def (Jump Back and Kiss Myself)    | | 5:24  |
| 10. | Remember Where You Came From           | | 3:44  |
| 11. | For the Body                           | | 2:32  |
| 12. | You Take My Breath Away                | | 5:09  |